# Худжат аль-ислам
Ху́джат аль-исла́м (араб. حجة الإسلام‎ — доказательство ислама) — один из шиитских религиозных титулов, наряду с аятоллой и великим аятоллой, рангом ниже аятоллы, примерно соответствует епископу в христианстве. 
Первоначально этот титул присваивался только высшим муджтахидам, но с середины 1920-х годов, по мере распространения титула аятоллы среди высших муджтахидов, стал использоваться для исламских учёных среднего уровня.
Для получения титула худжат аль-ислама необходимо пройти курс высшего богословского образования Хауза, который включает изучение фикха, калама, хадиса, тафсира, философии и арабской литературы. После освоения этих предметов студенту присваивается титул худжат аль-ислама, и он может стать муджтахидом.

## Список наиболее известных худжат аль-исламов
- Хатами, Мохаммад
- Мухсин Кадивар
- Бахонар, Мохаммад Джавад
- Юнеси, Али
- Мохсени-Эджеи, Голям Хоссейн
- Рейшахри, Мохаммад
- Фаллахиан, Али
- Карруби, Мехди
- Муктада ас-Садр
- Насралла, Хасан